# Naeviopsis caricis-brizoidis
Naeviopsis caricis-brizoidis är en svampart som beskrevs av Svrcek 1982. Naeviopsis caricis-brizoidis ingår i släktet Naeviopsis, ordningen disksvampar, klassen Leotiomycetes, divisionen sporsäcksvampar och riket svampar.   Inga underarter finns listade i Catalogue of Life.